# Psilochorema mataura
Psilochorema mataura là một loài Trichoptera trong họ Hydrobiosidae. Chúng phân bố ở miền Australasia.